# The Smalls
The Smalls är öar i Storbritannien.   De ligger i kommunen Pembrokeshire och riksdelen Wales, i den sydvästra delen av landet, 400 km väster om huvudstaden London.